# Мікаель Андерсон
Мікаель Невілл Андерсон (ісл. Mikael Neville Anderson, нар. 1 липня 1998, Рейк'явік, Ісландія) — ісландський та данський футболіст ямайського походження, атакувальний півзахисник данського клубу «Орхус» та національної збірної Ісландії.

## Клубна кар'єра
Мікаель Андерсон народився у Рейк'явіку у родині ісландки та вихідця з Ямайки. Але займатися футболом Мікаель почав у Данії. Його першими молодіжними клубами стали «Орхус» та «Мідтьюлланн». Саме у складі останнього футболіст і дебютував у данській Суперлізі 4 грудня 2016 року. Восени того ж року Андерсон підписав з клубом професійний контракт.
2017 рік футболіст провів в оренді у клубі Другого дивізіону «Вендсюссель». Влітку 2018 року до кінця сезону Андерсон відправився в оренду у роттердамський «Ексельсіор».
Перед початком сезону 2019/20 Андерсон повернувся до «Мідтьюлланна», де став основним гравцем і того ж розіграшу допоміг команді виграти чемпіонат Данії. Загалом провів у команді два сезони, зігравши 59 ігор чемпіонату.
1 вересня 2021 року Андерсон повернувся в рідний клуб «Орхус», уклавши контракт до червня 2026 року.

## Збірна
На молодіжному рівні Мікаель Андерсон грав за збірні Данії та Ісландії. Остаточно футболіст визначився у 2017 році, коли у грудні у товариському матчі проти команди Індонезії він дебютував у складі національної збірної Ісландії. 4 червня 2021 року Мікаель забив свій перший гол за Ісландію в матчі проти Фарерських островів (1:0).

## Особисте життя
Окрім ісландського паспорта Мікаель Андерсон також має громадянство Ямайки та Данії.

## Титули і досягнення
- Чемпіон Данії (1):

«Мідтьюлланн»: 2019–20